# Andrea Henkel
Andrea Henkel (* 10. Dezember 1977 in Ilmenau), verheiratete Andrea Burke, ist eine ehemalige deutsche Biathletin. Mit acht Weltmeisterschaftstiteln und zwei Olympiasiegen zählt sie zu den erfolgreichsten Vertreterinnen ihrer Sportart.

## Leben
Die jüngere Schwester der Langlaufolympiasiegerin Manuela Henkel wuchs im thüringischen Großbreitenbach auf und stand im Alter von vier Jahren erstmals auf Langlaufskiern. Von 1991 an besuchte sie das Sportgymnasium in Oberhof, an dem sie 1996 das Abitur machte. Im selben Jahr wurde sie in die Sportfördergruppe der Bundeswehr aufgenommen, in der sie den Rang eines Hauptfeldwebels bekleidete. Die Sportsoldatin trainierte vorwiegend in Oberhof unter der Leitung ihres langjährigen Heimtrainers und späteren Frauenbundestrainers Gerald Hönig; zu ihren ehemaligen Trainern zählen Manfred Geyer und Harald Böse. Ihre Managerin war die frühere Biathletin Petra Behle.
Im März 1995 debütierte die vierfache Juniorenweltmeisterin im Biathlon-Weltcup. Seit der Saison 1998/99 gehörte sie bis zum Ende ihrer aktiven Karriere dem deutschen Weltcupteam an. Ihren ersten Einzelsieg feierte sie im Dezember 1999 im slowenischen Pokljuka im Massenstartrennen.
Bei den Olympischen Winterspielen 2002 von Salt Lake City gelangen Henkel mit dem Gewinn der Goldmedaillen im Einzelwettkampf und in der Staffel die ersten großen Erfolge ihrer Karriere. Nach dreijähriger Durststrecke holte sie 2005 bei den Welttitelkämpfen in Hochfilzen überraschend erneut Gold über die 15 km und wurde damit als erste Biathletin Olympiasiegerin und Weltmeisterin über die Langstrecke. 2007 avancierte Henkel in Antholz beim Dreifacherfolg der DSV-Damen zur ersten deutschen Massenstartweltmeisterin und sicherte sich zudem erstmals WM-Gold mit der Staffel. Mit dem Gewinn des Gesamt-Weltcups 2006/07 krönte sie die bis dato erfolgreichste Saison ihrer Karriere, in der sie zuvor bereits die Disziplinenwertung im Einzel für sich entschieden hatte.
Bei den Weltmeisterschaften von Östersund schaffte Henkel 2008 mit ihrem Doppelsieg in Sprint und Verfolgung Historisches im Biathlonsport. Als erste Athletin hatte sie es geschafft, in allen vier Einzeldisziplinen einen WM-Titel zu erringen. Mit der Staffel gewann sie erneut die Goldmedaille und war damit neben Magdalena Neuner die erfolgreichste Teilnehmerin dieser Titelkämpfe. Fünf Jahre musste Henkel warten, ehe sie 2013 bei den Titelkämpfen in Nové Město na Moravě mit Silber über 15 km noch einmal eine Einzelmedaille gewann, nachdem sie in den beiden Jahren davor in Chanty-Mansijsk und Ruhpolding zum dritten bzw. vierten Mal Staffelweltmeisterin geworden war.
Am 25. Oktober 2014 heiratete Henkel den US-amerikanischen Biathleten Tim Burke. Nach ihrer aktiven Karriere wanderte sie in die Vereinigten Staaten aus und arbeitet dort als Fitnesstrainerin.

## Karriere im Biathlon-Weltcup

### Anfänge im Weltcup-Team
Ihr Debüt im Biathlon-Weltcup gab Andrea Henkel im März 1995 beim Weltcup in Lillehammer. Im Einzelwettkampf erreichte die 17-Jährige mit sechs Strafminuten den 30. Rang und im Sprint mit zehn Treffern den 21. Platz. Rund dreieinhalb Jahre nach der ersten Bewährungschance erkämpfte sich die mittlerweile vierfache Juniorenweltmeisterin zur Saison 1998/99 einen Platz in der deutschen Weltcupmannschaft. In Hochfilzen feierte sie einen Tag nach ihrem 21. Geburtstag als Zehnte im Sprint einen gelungenen Einstand und bestätigte den Achtungserfolg mit guten Leistungen in den folgenden Rennen, unter anderem schaffte sie in Osrblie im Verfolgungsrennen dank einer fehlerfreien Schießleistung mit Platz fünf ihr bestes Saisonergebnis. Bis in den Januar hinein setzte sich Henkel in der erweiterten Weltspitze fest und lag nach zwei siebten Plätzen in Oberhof zwischenzeitlich auf dem sechsten Rang der Gesamtwertung.
In Ruhpolding und Antholz stellten sich schließlich die ersten Rückschläge ein: nachdem sie im Massenstart zum achten Mal in neun Rennen unter die besten 15 gelaufen war, holte sie in den folgenden vier Wettkämpfen lediglich einen Weltcuppunkt. Von Damenbundestrainer Uwe Müssiggang wurde Henkel dennoch für Biathlon-Weltmeisterschaften in Kontiolahti nominiert, wo sie in Sprint und Verfolgung zum Einsatz kam und die Plätze 12 und 18 erreichte. In Lake Placid erzielte sie als Neunte über die 7,5 km noch ein Top-Ten-Resultat, bevor sich in Valcartier und beim Saisonfinale in Oslo zunehmend ein Substanzverlust bei der jungen Läuferin bemerkbar machte. Nach einem Null-Punkte-Wochenende in Kanada nahm sie am Holmenkollen nur noch an den in Finnland ausgefallenen WM-Entscheidungen teil und belegte in Einzel und Massenstart die Plätze 26 und 20. Ihre erste Weltcupsaison schloss sie auf Position 14 des Gesamtklassements ab.

### Henkel als beständigste deutsche Biathletin
In der Saison 1999/2000 gelang Andrea Henkel der endgültige Durchbruch in die Weltspitze, auch wenn sie anders als im Vorjahr schlecht in den Winter startete: weil der damals noch zu den etwas schwächeren Langläuferinnen zählenden Thüringerin zu viele Fehlschüsse unterliefen, verfehlte sie in Hochfilzen und Pokljuka in vier Wettbewerben gleich dreimal die Punkteränge. Beim von Osrblie nach Pokljuka verlegten dritten Weltcup erlangte Henkel ihre gewohnte Treffsicherheit zurück und qualifizierte sich mit einem achten Platz im Sprintrennen gerade noch für den Massenstart, in dem sie sich mit einer Sekunde Vorsprung auf Swetlana Ischmuratowa ihren ersten Weltcupsieg erkämpfte. In der Folge etablierte sich die 22-Jährige mit sehr beständigen Leistungen in der Weltspitze, in 13 der noch ausstehenden 18 Saisonrennen lief sie unter den besten Zehn. Im Januar wurde Henkel unter anderem zweimal Fünfte in Oberhof und einmal Sechste in Ruhpolding, bevor sie in Antholz nach Rang drei über die 7,5 km im Verfolgungsrennen ihren zweiten Weltcupsieg feierte.
Zwei weitere Top-Ten-Platzierungen erreichte sie in Östersund eine Woche vor den Weltmeisterschaften in Oslo, zu deren Auftakt sie in Sprint und Verfolgung die Plätze acht und fünf belegte. Nachdem sie im Einzelwettkampf wegen fünf Schießfehlern nicht über den 40. Rang hinaus gekommen war, gewann Henkel in der Staffel mit Silber ihre erste WM-Medaille. Im abschließenden Massenstart verlor sie mit Platz 16 die Führung im Disziplin-Weltcup und damit auch ihr erstes Rotes Trikot. Nach kurzer Regenerationspause präsentierte sie sich in Lahti wieder in guter Form und schaffte als Zweite über die 15 km und Dritte in der Verfolgung zum vierten und fünften Mal in dieser Saison den Sprung auf das Siegertreppchen. Mit den Plätzen 6, 10 und 11 sicherte sich Henkel beim Weltcup-Finale in Chanty-Mansijsk noch den fünften Rang in der Gesamtwertung und war damit überraschend die Bestplatzierte unter den deutschen Skijägerinnen.
Dass dies kein Zufall gewesen war, stellte sie in der Saison 2000/01 unter Beweis, in der sie dieses Ergebnis wiederholte und abermals ihre Teamkolleginnen hinter sich ließ. Wie in der Vorsaison gelangen ihr im internen Vergleich die meisten Top-Ten-Resultate, zudem erreichte sie als Einzige aus der Mannschaft bei allen Starts auch die Punkteränge. In Antholz – Ersatzausrichter der drei Dezember-Weltcups – verpasste Andrea Henkel als Zweite des Auftaktrennens über 15 km mit dem letzten Schuss den möglichen Sieg. Nach mäßigem Abschneiden in zwei aufeinander folgenden Sprintrennen reihte sie sich in den weiteren vier Wettbewerben wieder unter den besten Zehn ein, in der abschließenden Verfolgung wurde sie noch einmal Zweite. Im Januar fielen ihre Leistungen etwas unbeständiger aus, lediglich als Vierte über die 7,5 km in Oberhof und als Siebte im Verfolgungsrennen von Ruhpolding nach einer Verbesserung um 19 Positionen erreichte sie vordere Platzierungen. In den übrigen Heimrennen sowie beim regulären Weltcup in Antholz bewegte sie sich zwischen den Plätzen 13 und 20.
Rechtzeitig zu den Biathlon-Weltmeisterschaften in Pokljuka gelang es Henkel, ihre Schießleistungen wieder zu stabilisieren, nach Platz 11 im Sprint lag sie in der Verfolgung vor dem letzten Schießen auf Medaillenkurs, nachdem sie mit einem deutlichen Rückstand von 64 Sekunden auf Rang drei ins Rennen gestartet war. Mit ihrem einzigen Fehlschuss des Tages verpasste sie jedoch das sichere Edelmetall und fiel auf der Schlussrunde vom Bronzerang noch hinter Magdalena Forsberg und Olga Pylewa zurück. Nach Platz neun im Einzelwettkampf wurde Henkel mit der Staffel zum zweiten Mal Vizeweltmeisterin, ihren Startplatz für den Massenstart musste sie zugunsten von Martina Beck räumen, die in diesem Wettbewerb die Silbermedaille gewann. Nach dem Saisonhöhepunkt erreichte die Thüringerin bei den Testrennen auf den Olympiastrecken von Soldier Hollow als Dritte im Sprint noch einen Podestplatz, bei den fünf weiteren Einsätzen dort sowie – nach Startverzicht in Lake Placid – beim Saisonfinale am Holmenkollen erzielte sie mit Platzierungen zwischen vier und acht ebenfalls sehr gute Ergebnisse.

### Doppelolympiasieg in Salt Lake City
Mit drei Podestplätzen in den ersten vier Saisonrennen startete Andrea Henkel erfolgreich in den Olympiawinter: In Hochfilzen belegte sie im Auftaktsprint Rang zwei, über die 15 km und in der Verfolgung wurde sie in Pokljuka jeweils Dritte. Mit einem elften sowie zwei sechsten Plätzen aus Einzel, Sprint und Massenstart lief Henkel in Osrblie saisonübergreifend zum 16. Mal in Folge unter die besten Elf und rückte im Gesamt-Weltcup auf den zweiten Rang hinter der dominierenden Magdalena Forsberg vor. Zwangsläufig wäre sie in dieser Form zum engeren Favoritenkreis für die Winterspiele in Salt Lake City gezählt worden, doch zum Jahreswechsel wurde sie von einer Bronchitis zurückgeworfen, die sie die Teilnahme an den Heimrennen in Oberhof kostete. Immer noch leicht angeschlagen verfehlte die 24-Jährige bei ihrem Comeback in Ruhpolding erstmals seit fast zwei Jahren die Punkteränge, als sie in der Verfolgung von Startplatz 20 auf Rang 36 zurückfiel. Zu Beginn der olympischen Biathlonwettbewerbe von Soldier Hollow fand sie sich daher in der gewohnten Rolle der Außenseiterin wieder.
Doch während die großen Favoritinnen unerwartete Schwächen zeigten, präsentierte sich Andrea Henkel im Einzelwettkampf wieder in bester Verfassung und nutzte die Gunst der Stunde zu ihrem ersten großen Einzelerfolg – dem Olympiasieg über die 15 km. Nach einem „Ruhetag“ reichte es im Sprint mit zwei Strafrunden nur zum 25. Platz, von dem aus sie sich im Verfolgungsrennen mit der fünftbesten Tageszeit bis auf den 13. Rang vorkämpfte. Genau eine Woche nach dem ersten Triumph feierte sie in der abschließenden Staffelentscheidung den Gewinn der zweiten Goldmedaille, zu dem sie mit einer fehlerfreien Schießleistung beitrug. Bei den letzten drei Weltcups in Östersund, Lahti und Oslo fiel die Großbreitenbacherin in ein Formtief und rutschte mit der geringen Ausbeute von 35 Punkten aus den letzten sechs Wettbewerben in der Gesamtwertung noch bis auf Position 13 ab. Im Massenstart-Weltmeisterschaftsrennen am Holmenkollen kam sie mit drei Schießfehlern und fast vier Minuten Rückstand auf Platz 21.

### Sportliche Talfahrt & Karrieretief
Nach dem ersten Karrierehöhepunkt konnte Andrea Henkel in der Saison 2002/03 nur noch selten an ihre in den vergangenen drei Wintern gezeigten Bestleistungen anknüpfen. Nach solidem Beginn in Östersund mit drei Top-15-Platzierungen aus vier Rennen blieb sie in Osrblie deutlich hinter den gestiegenen eigenen Erwartungen zurück: Im Sprint verbuchte sie als 50. ihr bis dahin schlechtestes Ergebnis in einem Weltcuprennen, kaum besser verlief die Verfolgung mit sechs Strafrunden und Rang 36. Mit den Plätzen 4 und 12 startete Henkel in Oberhof vielversprechend ins neue Jahr, allerdings gelang es ihr in der Folge nicht, ihre Leistungen auf höherem Niveau zu stabilisieren. So verbesserte sie sich im Verfolgungsrennen von Ruhpolding als Vierte gegenüber dem Sprint um 20 Positionen, verfehlte dagegen schon beim nächsten Wettkampf in Antholz als 31. einmal mehr die Punkteränge und setzte die „Achterbahnfahrt“ schließlich noch mit einem 11. Platz nahtlos fort.
In Lahti erreichte Henkel den zweiten Tiefpunkt nach Osrblie, nach Rang 27 über die 7,5 km unter den nicht mehr als 41 Starterinnen wurde sie im Massenstart mit acht Strafrunden Letzte. Wie ausgewechselt überzeugte sie in der folgenden Woche in Oslo mit den Plätzen neun und sechs in Sprint und Verfolgung, bevor sie sich dann beim regulären Weltcup in Östersund mit Platzierungen zwischen 14 und 20 zwischen den Extremen einpendelte. Um sich im teaminternen Kampf um die Startplätze für die Weltmeisterschaften in Chanty-Mansijsk durchsetzen zu können, reichte die durch das permanente Auf und Ab geprägte Saisonbilanz nicht aus – nachdem sie bis dahin bei Titelkämpfen nur in einer von 16 Einzelentscheidungen nicht hatte starten dürfen, kam Henkel in Sibirien nur im Einzelwettkampf zum Einsatz, für den sie als Olympiasiegerin ein persönliches Startrecht besaß und den sie als 16. beendete. Im Gesamt-Weltcup belegte sie letztlich Rang 17.
Infolge gesundheitlicher Probleme während der Vorbereitung und auch wegen der Umstellung auf ein neues Gewehr konnte die Thüringerin ihren Abwärtstrend in der Saison 2003/04 nicht aufhalten. Wie auch Sven Fischer verwendete Andrea Henkel lange Jahre ein Suhler Unterladergewehr. Erst zur Saison 2003/04 stellte sie auf das Fortner-Verschlusssystem von Anschütz um, das im Biathlon das am weitesten verbreitete System ist. Nach missglücktem Saisonstart mit lediglich sieben Punkten aus den ersten fünf Rennen verzeichnete sie in Osrblie immerhin zwei Erfolgserlebnisse, als sie im Sprint 14. wurde und sich in der Verfolgung mit fehlerfreier Schießleistung den sechsten Rang sicherte. Nachdem sie krankheitsbedingt den Weltcup in Pokljuka versäumt hatte, schien sich die positive Tendenz mit zwei Top-Ten-Platzierungen in Ruhpolding zunächst fortzusetzen, in Antholz folgten jedoch mit den Plätzen 29 und 43 aus Einzel und Sprint prompt neuerliche Rückschläge. Die Heim-Weltmeisterschaften in Oberhof erlebte Henkel daher fast durchweg als Zuschauerin, ihr einziger Auftritt im Einzelwettkampf endete nach fünf Fehlschüssen auf Platz 26. Während der letzten drei Saisonstationen in Nordamerika und am Holmenkollen erzielte sie ihre besten Ergebnisse in Fort Kent mit zwölften Plätzen in Verfolgung und Massenstart. Ihre Position im Gesamtklassement konnte sie damit allerdings nur noch unwesentlich verbessern, am Ende stand hier der 29. Rang zu Buche.

### Wendepunkt in Hochfilzen
Nach den zwei schwachen Jahren musste Andrea Henkel im Vorfeld der Saison 2004/05 sogar erstmals ernsthaft um ihren Platz im Weltcupteam bangen. Nachdem eine interne Qualifikation unter irregulären Bedingungen stattgefunden hatte, erhielt sie von Bundestrainer Uwe Müssiggang letztlich doch noch einmal den Vorzug und rechtfertigte das in sie gesetzte Vertrauen beim Saisonauftakt in Beitostølen als Überraschungszweite im Sprint und Achte in der Verfolgung. Doch schon in Oslo konnte sie mit Ergebnissen zwischen Platz 22 und 31 nicht mehr an diese Leistungen anknüpfen und bis in den Februar hinein kamen keine weiteren Top-Ten-Platzierungen und nur vier Resultate unter den besten 15 hinzu. So stand Henkel in Pokljuka beim letzten Weltcup vor den Weltmeisterschaften in Hochfilzen einmal mehr unter Erfolgsdruck. Mit einem vierten Rang in der Verfolgung von Startplatz 20 konnte sie zwar noch einmal auf sich aufmerksam machen, aber erst das Pech ihrer Freundin Martina Beck, die ihre Teilnahme mit Bronchitis und Rippenfellentzündung absagen musste, ließ sie ins WM-Aufgebot aufrücken.
Nachdem Teamkollegin Simone Hauswald am Auftaktwochenende mit 32. Plätzen enttäuscht hatte, erhielt die eigentlich nur als Reservistin vorgesehene Großbreitenbacherin doch noch eine Einsatzchance und lief über die 15 km das vielleicht wichtigste Rennen ihrer Karriere: wie bei ihrem Olympiasieg vereinte sie ein ausgezeichnetes Schießergebnis mit einer überraschend guten Laufleistung, die Fehler der Konkurrenz machten schließlich das geradezu märchenhafte und mit der Goldmedaille gekrönte Comeback perfekt. Mit diesem Befreiungsschlag sicherte sich Henkel auch Startplätze in der Staffel, mit der sie zum dritten Mal Vizeweltmeisterin wurde, und für den Massenstart, in dem sie sich bis zum letzten Stehendanschlag in der Nähe der Medaillenränge hielt und am Ende gute Siebte wurde. Mit den Plätzen 11 und 15 in Sprint und Verfolgung sowie dem fünften Rang im Massenstart nach zwischenzeitlicher Führung setzte sie beim Weltcupfinale in Chanty-Mansijsk ihren Aufwärtstrend fort, der sich auch im 14. Rang in der Weltcup-Gesamtwertung widerspiegelte.
Zur olympischen Saison 2005/06 wartete Andrea Henkel mit einer deutlichen Verbesserung im läuferischen Bereich auf, die sie zum Auftakt in Östersund nach Platz 14 im Sprint erstmals mit dem dritten Rang in der Verfolgung andeutete. Im 15-km-Rennen von Hochfilzen hielt sie erneut lange Kurs auf einen Podestplatz, bevor sie drei Strafminuten beim letzten Schießen noch auf den 19. Platz zurückwarfen. Nach dem sechsten Rang über die halbe Distanz erlebte die Thüringerin in Osrblie einen unerwarteten „Rückfall“ in schlechtere Zeiten, als sie auf der Langstrecke 36. wurde und sich als 67. im Sprint erstmals in ihrer Karriere nicht für ein Verfolgungsrennen qualifizieren konnte. Nach der Weihnachtspause rehabilitierte sich Henkel umgehend mit zwei neunten Plätzen in Oberhof, nach ordentlichem Abschneiden in Ruhpolding präsentierte sie sich in Antholz, der letzten Station vor den Winterspielen von Turin, in läuferischer Bestform, als sie in Sprint und Verfolgung die Ränge sechs und sieben erreichte und sich als Zweite des Massenstartwettbewerbs in die Olympiavorbereitung verabschiedete.
Obwohl die Titelverteidigerin ihre gute Laufform nicht hatte konservieren können, lag sie in San Sicario über die 15 km noch bis zum vierten Schießen aussichtsreich im Kampf um Edelmetall, nach zwei Fehlschüssen musste sie sich am Ende jedoch mit dem „undankbaren“ vierten Platz begnügen. Während Sprint und Verfolgung ohne sie stattfanden, bereitete sich Henkel auf ihren Einsatz in der Staffel vor, mit der sie Silber gewann, im abschließenden Massenstart spielte sie dagegen als 13. bei der Medaillenvergabe keine Rolle. Bei den nacholympischen Weltcups in Pokljuka und Kontiolahti brachte sich Henkel mit teils mäßigen Schießleistungen um bessere Platzierungen, wenngleich ihre Resultate dank guter Laufzeiten mit je zweimal Rang 6 und 13 sowie einmal Rang 18 dennoch nicht schlecht ausfielen. Beim Saisonfinale am Holmenkollen gelang der 28-Jährigen im Verfolgungsrennen nach Verbesserung um 16 Positionen als Neunte noch ein Top-Ten-Ergebnis, im Massenstart erreichte sie das Ziel als 23. und schloss den Weltcupwinter damit auf einem guten siebten Platz im Gesamtklassement ab.

### Sieg im Gesamt-Weltcup

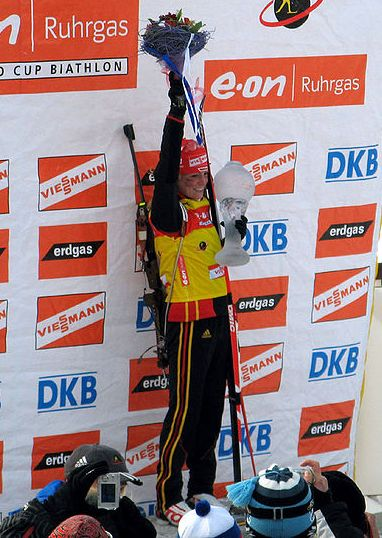
Henkel mit dem Weltcup bei der Siegerehrung in Chanty-Mansijsk

Dreimal hatte Andrea Henkel in Auftaktrennen als Zweite knapp den Sprung ins Gelbe Trikot verpasst, in Östersund übernahm sie es zum Start in die Saison 2006/07 nach einem vierten Platz über die 15 km mit dem achten Rang im folgenden Sprint sogar ohne Podestplatz. Im Verfolgungsrennen verteidigte die Thüringerin es als Sechste nur mit minimalem Vorsprung, bevor sie sich beim Doppel-Weltcup in Hochfilzen als ernsthafte und erste Anwärterin auf den Gesamtsieg herauskristallisierte, als sie mit immer deutlicheren Abständen von bis zu fast einer Minute nacheinander in Sprint, Verfolgung und Einzelwettkampf siegte und als Dritte im zweiten Sprint ihre Erfolgsserie abrundete. Nach dem Jahreswechsel vergrößerte Henkel in Oberhof mit den Plätzen 2 und 9 ihren Vorsprung in der Gesamtwertung weiter, ihre Chancen auf den Gewinn der großen Kristallkugel schwanden jedoch schlagartig, als sie wegen einer Bronchitis den Weltcup in Ruhpolding auslassen musste.
Nach zwei weiteren Rennen Zwangspause in Pokljuka meldete sie sich zwar mit einem achtbaren 11. Platz im dortigen Massenstart zurück, der Abstand zu den nunmehr fast gleichauf an der Spitze liegenden Kati Wilhelm und Anna Carin Olofsson betrug jedoch schon etwas mehr als 100 Punkte. Henkel richtete ihre Hoffnungen nun primär auf die WM in Antholz, doch zunächst ohne Erfolg: mit drei Strafrunden belastet kam sie im Sprint nicht über den 23. Rang hinaus, nach Platz 10 in der Verfolgung fiel sie über die 15 km mit der dritten Strafminute aus den Medaillenrängen auf Platz 6 zurück. Im Massenstartrennen nutzte sie schließlich ihre letzte Chance auf eine Einzelmedaille, nach fehlerfreiem letzten Schießen erkämpfte sie sich auf der Schlussrunde gegen Martina Beck den zweiten WM-Titel ihrer Karriere, gemeinsam wurden beide einen Tag später noch erstmals Weltmeisterin mit der deutschen Staffel.
Bei den letzten drei Weltcups lief Henkel noch einmal zu Höchstform auf und sicherte sich in Lahti mit dem fünften Saisonsieg den Gewinn der Disziplinenwertung im Einzel. Über die 7,5 bzw. 10 km wurde sie jeweils Vierte. Mit ihrem zehnten Weltcupsieg sowie einem zweiten und einem zehnten Rang verringerte sie in Oslo ihren Rückstand in der Gesamtwertung auf Olofsson und Wilhelm und mit den Plätzen 2 und 3 aus Sprint und Verfolgung schloss sie beim Saisonfinale in Chanty-Mansijsk sogar zu diesen auf; lediglich sechs Zähler trennten sie vor dem abschließenden Massenstart vom punktgleichen Spitzenduo. In diesem Rennen bewies Andrea Henkel großen Kampfgeist, als sie trotz fünf Fehlern beim ersten Schießen nicht aufsteckte und mit einer von hier an fast optimalen Leistung am Ende als 15. sogar vor ihren ebenfalls strauchelnden Kontrahentinnen das Ziel erreichte und sich so doch noch als dritte deutsche Gesamt-Weltcup-Siegerin feiern lassen durfte.

### Goldene Tage in Östersund
In Kontiolahti startete Andrea Henkel mit Rang 18 im Einzelwettkampf in die Saison 2007/08, als Vierte und Zweite in Sprint und Verfolgung schien die Weltcup-Titelverteidigerin bereits früh wieder an die starke Form des Vorwinters anknüpfen zu können. In der Folgezeit kämpfte die 30-Jährige jedoch zunehmend mit Unsicherheiten am Schießstand, in Hochfilzen und Pokljuka verfehlte sie in vier Wettbewerben 14 Scheiben und rutschte in den Ergebnislisten nach und nach von Rang sechs über die Plätze 10 und 11 bis auf Position 20 ab. Mit weiteren fünfzehn Fehlschüssen blieb die Trendwende bei den Heimweltcups in Deutschland aus, nach einem neuerlichen 20. Platz über die 7,5 km in Oberhof verpasste die Lokalmatadorin im Massenstart den Sprung auf das Siegertreppchen als Vierte trotz fünf Strafrunden dennoch nur um wenige Meter. In Ruhpolding erreichte die Thüringerin die Ränge acht und fünf, bevor sie schließlich in Antholz unvermittelt ihre anhaltenden Probleme in den Griff bekam und in den drei Wettbewerben lediglich zweimal in die Strafrunde abbiegen musste. Nachdem sie im Sprint nur von Kati Wilhelm distanziert worden war, feierte sie in Verfolgung und Massenstart ihre ersten beiden Saisonsiege.
Henkel gelang es, diese Form bis zu den Weltmeisterschaften in Östersund zu konservieren, mit fehlerfreien Schießleistungen legte sie zum Auftakt den Grundstein für ihren Titelgewinn im Sprint – mit dem sie auch die Führung im Gesamt-Weltcup übernahm – und den souveränen Start-Ziel-Sieg in der Verfolgung. Über die 15 km und im Massenstart kam sie nicht mit den böigen Windverhältnissen zurecht und landete in beiden Rennen auf Rang 22. Mit der Damenstaffel schaffte sie zum Abschluss noch die erfolgreiche Titelverteidigung. Im letzten Saisondrittel kehrten die Unsicherheiten am Schießstand zurück, bei der Weltcup-Premiere in Pyeongchang musste Henkel das Gelbe Trikot nach den Plätzen 17 und 5 wieder abgeben. In Chanty-Mansijsk wahrte sie zunächst die Chance auf den zweiten Gesamtsieg in Folge als Fünfte und Dritte über die kurzen Distanzen und mit Rang 13 im Massenstart, büßte diese dann jedoch im Verfolgungsrennen von Oslo ein, als sie von Startplatz fünf nach dem Sprint um zehn Positionen zurückfiel, wodurch sie auch den möglichen Gewinn des Disziplinweltcups verpasste. Ihre zehnte Weltcupsaison beendete sie nach Platz 16 im abschließenden Massenstartrennen auf dem dritten Rang der Gesamtwertung.
Nach den zwei sehr erfolgreichen Wintern konnte Andrea Henkel in der Saison 2008/09 ihre abermals hochgesteckten Ziele nicht erreichen. In den ersten fünf Saisonrennen in Östersund und Hochfilzen reihte sie sich jeweils unter den besten 15 ein und stand in Tirol als Sprintdritte auch einmal auf dem Podest, zahlreiche Schießfehler verhinderten aber zum Teil noch deutlich bessere Ergebnisse. Das zweite Wochenende in Hochfilzen missglückte mit elf Fehlschüssen und den Plätzen 32 und 56 in Einzel und Sprint dann komplett. In Oberhof kam Henkel über die 7,5 km zu ihrem ersten Weltcup-Sieg in Deutschland – wenn auch mit einmonatiger Verspätung wegen der nachträglichen Disqualifikation Jekaterina Jurjewas. In den nächsten vier Rennen verbuchte die Thüringerin, die sich im Januar zwar insgesamt treffsicherer, aber dafür etwas laufschwächer als im Vormonat präsentierte, Resultate zwischen Platz 11 und 16. In Antholz ging sie in der Verfolgung und im Massenstart als Dritte bzw. Zweite auf die Schlussrunde, musste aber jeweils noch drei Konkurrentinnen vorbeiziehen lassen.
Bei den Weltmeisterschaften in Pyeongchang konnte Andrea Henkel keinen ihrer drei Titel von Östersund verteidigen, wegen der Verletzung von Sicherheitsbestimmungen wurde die Sprintsechste vor dem Verfolgungsrennen gar disqualifiziert. Nach Rang 10 über die 15 km holte sie mit der Mixed-Staffel Bronze und Silber in der Frauenstaffel, die letzte Chance auf den angestrebten Gewinn einer Einzelmedaille vergab sie als Fünfte im Massenstart mit je zwei Fehlern in den Stehendanschlägen, nachdem sie bis dahin in Führung gelegen hatte. Zwei fünfte Plätze erreichte sie auch bei der Olympiageneralprobe in Whistler, bevor sie in Trondheim mit einer perfekten Schießleistung von Startplatz 10 aus den Sieg im Verfolgungsrennen errang. Beim Weltcup-Finale in Chanty-Mansijsk schaffte die Großbreitenbacherin im Massenstart als Dritte zum Abschluss noch ein weiteres Spitzenresultat, zum vor der Saison angepeilten Gewinn einer Disziplinwertung bzw. einer Platzierung unter den ersten Drei im Gesamtklassement reichte es allerdings nicht, hier belegte sie am Ende Rang fünf.

### Staffelbronze in Whistler

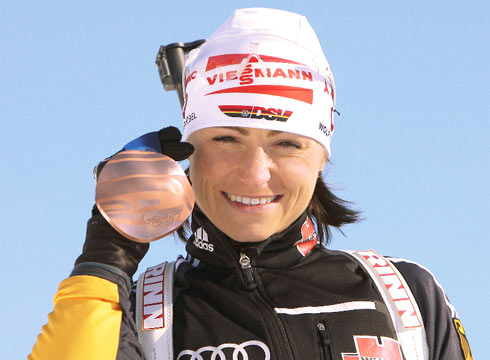
Andrea Henkel mit ihrer Staffelbronzemedaille von den Olympischen Winterspielen 2010

Im vierten Anlauf schaffte Andrea Henkel zum Start in ihren dritten Olympiawinter mit Platz sechs in der Verfolgung von Hochfilzen ihr erstes Top-Ten-Ergebnis der Saison, nachdem sie sich zuvor als 17. im Sprint wie schon als 27. bzw. 20. in Einzel und Sprint in Östersund jeweils einen Fehlschuss zu viel hierfür geleistet hatte. Nach Platz fünf im Einzel von Pokljuka erwischte die Thüringerin mit vier Fehlern als 43. im Sprint einen „schwarzen Tag“, kompensierte diesen aber mit der Tagesbestzeit im Verfolgungsrennen bei ihrer Aufholjagd, die auf Rang zehn endete. Ein ähnliches Bild bot sich nach dem Jahreswechsel in Oberhof, diesmal warfen die Lokalmatadorin über die 7,5 km gar sechs Fehler auf den 38. Platz zurück, zwei Tage später wartete sie dagegen im Massenstart mit ihrem ersten Saisonsieg auf. In Ruhpolding und vor allem in Antholz schien Henkel rechtzeitig in Olympiaform zu kommen, nach zwei Top-Ten-Resultaten in der Chiemgau-Arena bestieg sie in Südtirol alle Stufen des Siegertreppchens je einmal, nach Platz drei über 15 km und Rang zwei im Sprint gewann sie die Verfolgung.
Als Mitfavoritin machte sie sich auf den Weg nach Kanada zu den Olympischen Winterspielen. In Whistler blieb der 32-jährigen, wie schon ein Jahr zuvor bei den Weltmeisterschaften, in den Einzelrennen die Teilnahme an einer Siegerehrung jedoch verwehrt. Über die kurzen Distanzen belegte sie die Plätze 27 und 10, bevor sie über die Langstrecke als Sechste den Medaillenrängen am nächsten kam. Aufgrund von Materialproblemen kam sie im Massenstart trotz nur einer Strafrunde nicht über Rang neun hinaus. In der abschließenden Entscheidung brachte sie die deutsche Staffel als Schlussläuferin auf dem Bronzerang ins Ziel. Bei den letzten drei Weltcups in Kontiolahti, Oslo und Chanty-Mansijsk lief sie in sieben Wettbewerben noch dreimal unter die besten zehn, für eine Podestplatzierung reichte es wie auch in der Gesamtwertung, in der sie am Ende den vierten Rang belegte, allerdings nicht mehr. Beim letzten Saisonrennen, den Weltmeisterschaften in der nichtolympischen Mixed-Staffel, kam sie nicht mehr zum Einsatz.
Nach einigen gesundheitlichen Problemen in der Vorbereitung startete Andrea Henkel ohne große Erwartungen speziell an ihre Laufform in ihre 13. Weltcupsaison – und überraschte sich selbst zum Auftakt mit zwei Top-Ten-Ergebnissen in Einzel und Sprint in Östersund. Da ihre Schießleistungen im weiteren Verlauf des Dezembers nicht auf dem Niveau der ersten Rennen blieben, kamen weder in Hochfilzen noch in Pokljuka weitere Platzierungen unter den ersten Zehn hinzu. Pünktlich zu den Heimweltcups in Deutschland präsentierte sich die Thüringerin im Januar dann jedoch in Bestform, nach Rang drei im Sprint von Oberhof musste sie sich im Massenstart unter Flutlicht nach einer packenden Schlussrunde im Endspurt nur Helena Ekholm geschlagen geben. Noch drei weitere zweite Plätze folgten in Einzel, Sprint und Verfolgung von Ruhpolding, nachdem ihr dort bis dahin noch nie in einem Einzelrennen der Sprung auf das Podest gelungen war. In Antholz sprintete sie über 7,5 km mit zwei Schießfehlern noch auf Platz vier, nicht ganz so gut lief es hingegen im Massenstart mit drei Strafrunden und Rang 15.
Als Weltcup-Führende kehrte Henkel vom Abstecher in den US-Bundesstaat Maine zurück, in Presque Isle spülten sie in der Verfolgung ein fehlerfreies letztes Schießen und eine starke Schlussrunde gegenüber dem Sprint um 20 Plätze bis auf den fünften Rang nach vorn. Mit zwei Siegen über die kurzen Distanzen und als Massenstartzweite eroberte sie in Fort Kent schließlich das Gelbe Trikot. Bei den Titelkämpfen in Chanty-Mansijsk verlor die 33-jährige es als 20. des Sprints bereits wieder, ohne Fehlschuss und mit Steigerung auf Rang vier machte sie in der Verfolgung ihr mit Abstand bestes WM-Rennen. Dagegen bedeuteten neun Strafminuten über 15 km persönlichen Negativrekord, auch im Massenstart konnte sie als 13. nicht in die Medaillenvergabe eingreifen. Silber in der Mixed-Staffel und Gold mit der Damenstaffel konnte die eher enttäuschende Bilanz in den Einzelwettbewerben nur teilweise überdecken. In Oslo erreichte sie in der Verfolgung als Dritte noch einmal das Podest, ehe sie im Massenstart als Vierte das Ziel erreichte und die Saison auf dem zweiten Rang der Gesamtwertung abschloss.

### Auf dem Weg nach Sotschi
Nach anhaltenden Leistenproblemen während der Vorbereitungszeit konnte Andrea Henkel in der Saison 2011/12 nicht an die starke Form des Vorjahres anknüpfen und musste sich am Ende trotz neuer persönlicher Bestmarke hinsichtlich der Trefferquote in den Einzelrennen mit Rang acht im Gesamtweltcup zufriedengeben. Im ersten Weltcup-Block in Östersund und Hochfilzen konnte sie sich in fünf von sieben Rennen unter den besten Zehn platzieren, ihre besten Ergebnisse erzielte sie in den beiden Verfolgungsrennen während des zweiwöchigen Aufenthalts in Tirol als Vierte bzw. Sechste. Nach dem Abstecher zur World Team Challenge auf Schalke sprintete die Thüringerin beim Heimweltcup in Oberhof auf Platz fünf und gab auf einer Pressekonferenz bekannt, ihre Karriere bis zu den Olympischen Winterspielen 2014 fortzusetzen. Einen Tag später gelang ihr im Massenstart als Dritte die erste Podestplatzierung des laufenden Winters. Nach durchwachsener WM-Generalprobe in Nové Město na Moravě musste sie in Antholz wegen einer Fußverletzung in Sprint und Staffel eine Pause einlegen, im Massenstart wurde sie Dreizehnte.
In Oslo absolvierte Henkel in der Verfolgung versehentlich eine Strafrunde mehr als nötig und fiel von Startplatz fünf auf Rang elf zurück, im Massenstart verdiente sie sich mit ihrem einzigen Saisonsieg eine Stippvisite in der Loge von König Harald V. In Kontiolahti lief sie bei zweistelligen Minusgraden auf die Plätze 16 und 8 über die kurzen Distanzen. Bei den Heim-Weltmeisterschaften in Ruhpolding konnte sie nach bronzenem Auftakt in der Mixed-Staffel wie schon im Vorjahr bei allen Einzelstarts mit Ausnahme des Verfolgungsrennens nicht überzeugen. Hier verbuchte sie als Elfte mit fehlerfreier Schießleistung zwar die zweitbeste Tageszeit, war jedoch als 34. des Sprints praktisch aussichtslos in den Wettkampf gegangen. Über die Langstrecke wurde sie mit vier Strafminuten Zwanzigste und einen Tag nach ihrem gefeierten Auftritt als Schlussläuferin der Frauengoldstaffel Zwölfte des abschließenden Massenstartrennens. Ihre vierzehnte Weltcupsaison beendete sie im sibirischen Chanty-Mansijsk mit Top-Ten-Resultaten in allen drei Wettbewerben, darunter ein sechster Platz über die 7,5 km.
Mit drei Top-Ten-Ergebnissen und einer Steigerung von Rennen zu Rennen startete Andrea Henkel in Östersund in ihre 15. Weltcup-Saison. Nach Rang acht im Einzel vermied sie in Sprint und Verfolgung den Gang in die Strafrunde und wurde Fünfte bzw. Dritte. Nicht so treffsicher präsentierte sie sich wenige Tage vor ihrem 35. Geburtstag in Hochfilzen, wo sie über die kurzen Distanzen beide Male 17. wurde. Jeweils zehn Plätze weiter vorne erreichte sie in diesen Disziplinen das Ziel in Pokljuka, im Massenstart wurde sie Elfte. Auch im fünften Winter in Folge verbuchte sie nach dem Jahreswechsel bei den Heimrennen in Oberhof eine Podestplatzierung, von Platz drei nach dem Sprint fiel sie allerdings in der Verfolgung auf Rang sieben zurück. In Ruhpolding verpasste sie als Vierte über die 7,5 km nur knapp das nächste Spitzenresultat, im Massenstart reichte es nach zwei Fehlern beim letzten Stehendschießen lediglich zu Rang 13. Beim letzten Weltcup vor dem Saisonhöhepunkt verzeichnete sie in Antholz mit den Plätzen 25 und 12 die geringste Punkteausbeute während der ersten Saisonhälfte.
Genau wie in den beiden Jahren zuvor verpatzte die Thüringerin zum Auftakt der Welttitelkämpfe in Nové Město das Sprintrennen als 33. mit drei Strafrunden nur um in der Verfolgung – erneut mit makelloser Schießleistung und zudem Tagesbestzeit – noch bis auf den sechsten Platz nach vorne zu stürmen. Im Einzel knüpfte Henkel nahtlos an diese Vorstellung an und musste sich nach weiteren zwanzig Treffern nur der in dieser Saison überragenden Tora Berger geschlagen geben. Nach dem Gewinn ihrer ersten nichtgoldenen Einzelmedaille war sie im Massenstart als 13. mit vier Fehlern hingegen chancenlos. Mit den Plätzen sechs, neun und zwölf vom Holmenkollen im Gepäck ging es weiter nach Sotschi zur Generalprobe für ihre vierten Olympischen Spiele. Auf den anspruchsvollen Strecken verpasste sie über die 15 km mit einer Strafminute als Vierte erst den Sprung auf das Siegerpodest, dann im Sprint nach vier Fehlschüssen als 52. die Punkteränge. Mit drei Top-Ten-Resultaten, darunter der zweite Platz im Sprint, behauptete sie sich beim Saisonfinale in Chanty-Mansijsk auf dem sehr guten dritten Rang in der Gesamtwertung.

### Abschiedstournee ohne Happy End

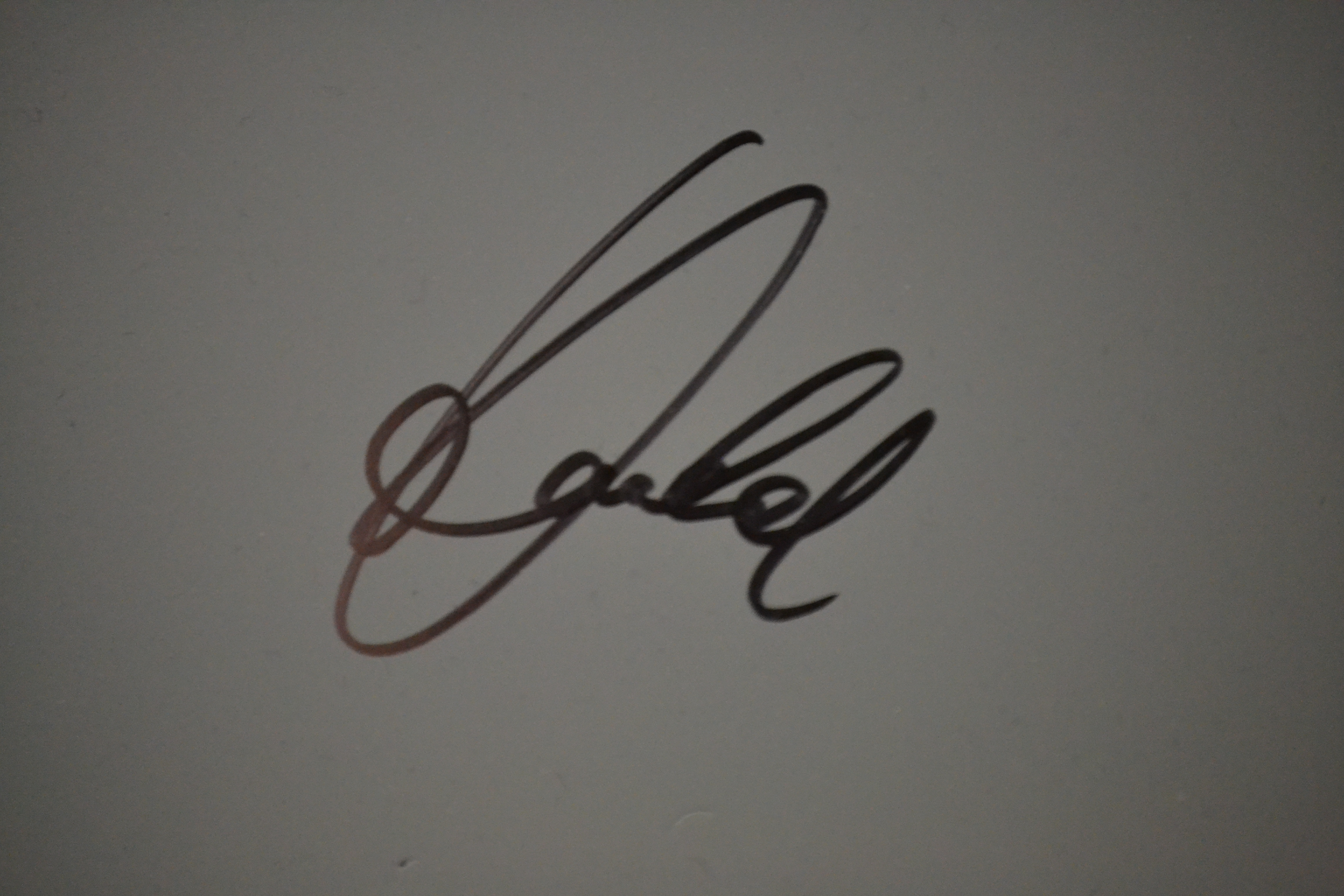
Signatur

Mit einem zehnten Platz über die 15 km nahm Andrea Henkel in Östersund den letzten Weltcup-Winter ihrer Karriere in Angriff. In der Verfolgung, in die sie von Platz 13 aus startete, erlebte sie einen wetterbedingten Rennabbruch, bei stürmischem Wind hatte sie bis dahin nicht einmal 50 % der Scheiben getroffen. Wenige Tage vor ihrem 36. Geburtstag lief es im Sprint von Hochfilzen kaum besser, als sie mit vier Fehlern im Stehendanschlag als 55. fast die Verfolgung verpasste, in der sie nach zwei weiteren Strafrunden 29. wurde. In die andere Richtung ging es im Jagdrennen von Le Grand-Bornand, wo sie trotz idealer äußerer Bedingungen fünfmal daneben zielte und von Rang 13 auf 32 durchgereicht wurde. Beim Heimweltcup in Oberhof blieb die Thüringerin erstmals seit sechs Jahren ohne Podestplatzierung, verpasste diese im Massenstart als Vierte allerdings denkbar knapp. Leicht angeschlagen kam sie in Ruhpolding trotz guter Schießleistungen in Einzel und Verfolgung nicht über die Plätze 17 und 14 hinaus, bevor sich wieder einmal die Strecken im Antholzer Tal als ihr erfolgreichstes Pflaster erwiesen. Ohne Fehlschuss während des gesamten Wochenendes sprintete Henkel auf Platz zwei und errang von dort aus in der Verfolgung ihren 22. und letzten Weltcupsieg.
Ihre damit geschürten Hoffnungen auf den Gewinn einer Medaille bei den Winterspielen in Sotschi erfüllten sich jedoch nicht. Von einer Bronchitis gehandicapt zeigte sie im Sprint noch ihre beste Komplexleistung, trotz Strafrunde lag sie als 22. nur eine knapp halbe Minute hinter dem Bronzerang. Eine Aufholjagd nach dem Vorbild der letzten drei Weltmeisterschaften gelang diesmal nicht, mit drei Fehlern fiel Henkel sogar noch auf Rang 29 zurück. Der Verzicht auf den Einzelwettkampf zahlte sich im Massenstart nicht aus, obwohl beinahe fehlerfrei am Schießstand agierend lief sie der Spitze als 17. deutlich hinterher. Auch in der Damenstaffel gab es nach dem Malheur von Startläuferin Franziska Preuß kein Edelmetall. Bei den nacholympischen Stationen in Pokljuka und Kontiolahti lief Henkel in zwei von fünf Rennen unter die besten Zehn, dies schaffte sie als Zehnte auch in der Gesamtwertung zum neunten Mal nacheinander und zum insgesamt elften Mal in 16 Jahren. Nachdem sie in der Verfolgung von Oslo als einzige Starterin fehlerfrei blieb und sich von Rang 31 auf 12 vorgekämpft hatte, beendete sie schließlich mit Platz 13 im Massenstart, ihrem 375. Einzelrennen im Weltcup, ihre lange und erfolgreiche Laufbahn als Biathletin.

## Staffeleinsätze
Im Januar 1999 kam Andrea Henkel in Oberhof vor heimischer Kulisse an der Seite von Uschi Disl, Simone Greiner-Petter-Memm und Martina Zellner zu ihrem ersten Einsatz in einer Weltcupstaffel und feierte auf Anhieb einen Sieg. Schon in ihrer zweiten Weltcupsaison etablierte sich die damals 22-Jährige dann als Stammkraft in der deutschen Mannschaft und errang in den Jahren 2000 und 2001 in Oslo und Pokljuka jeweils mit Silber ihre ersten beiden Staffelmedaillen. Zum eindeutigen Höhepunkt im ersten Teil ihrer Staffelkarriere wurde jedoch der Gewinn der olympischen Goldmedaille in Salt Lake City 2002, als sie gemeinsam mit Katrin Apel, Uschi Disl, und Kati Wilhelm erfolgreich war. Es blieb vorläufig das letzte Edelmetall mit der Mannschaft für die Thüringerin, die während ihres folgenden Karrieretiefs zwischenzeitlich rund zwei Jahre lang nicht mehr bei der Staffelaufstellung berücksichtigt wurde.
Bei den Titelkämpfen von Hochfilzen 2005 gab Henkel ihr Comeback in einem Weltmeisterschafts-Quartett und veredelte mit dem dritten Staffelsilber ihren Gold-Coup im Einzelwettkampf. Ein Jahr später zählte die Thüringerin bei den Olympischen Winterspielen von Turin wieder zu den festen Größen im Team des langjährigen Bundestrainers Uwe Müssiggang, das sich jedoch einmal mehr der russischen Mannschaft geschlagen geben musste. Gemeinsam mit Martina Beck, Magdalena Neuner und Kati Wilhelm beendete Andrea Henkel dann 2007 bei den Weltmeisterschaften in Antholz gleich zwei lange Durststrecken der DSV-Damen mit dem ersten Staffelerfolg nach mehr als zwei Jahren Sieglosigkeit und dem ersten WM-Gold seit 1999. Nachdem das Quartett 2008 in Östersund erfolgreich seinen Titel verteidigt hatte, musste es sich ein Jahr später in Pyeongchang einmal mehr den Dauerrivalinnen aus Russland geschlagen geben.
Ebenfalls 2009 in Pyeongchang konnte sich Henkel auch über ihre erste Medaille in der gemischten Staffel freuen, an der Seite von Simone Hauswald, Arnd Peiffer und Michael Greis holte sie Bronze und verpasste es dabei nur um rund 10 Sekunden, als erste Biathletin in jeder der derzeit sechs WM-Disziplinen mindestens einmal Gold gewonnen zu haben. 2010 gewann sie zusammen mit Kati Wilhelm, Martina Beck und Simone Hauswald die Bronzemedaille in der Biathlonstaffel bei den Olympischen Winterspielen in Vancouver. Ein Jahr später errang sie in Chanty-Mansijsk an der Seite von Miriam Gössner, Tina Bachmann und Magdalena Neuner ihren dritten WM-Titel mit der Frauenstaffel, nachdem sie zuvor im Verbund mit Magdalena Neuner, Arnd Peiffer sowie Michael Greis bereits Silber in der Mixed-Staffel gewonnen hatte. Bei den Heimweltmeisterschaften in Ruhpolding 2012 machte Henkel nach Bronze mit der gemischten Staffel neben Magdalena Neuner, Andreas Birnbacher und Arnd Peiffer als Schlussläuferin des Frauenquartetts die erfolgreiche Titelverteidigung in der gleichen Besetzung wie in Sibirien perfekt.
Von ihren letzten Weltmeisterschaften im tschechischen Nové Město kehrte Henkel hingegen ohne Mannschafts-Edelmetall zurück. Mit der Mixed-Staffel landete sie zum Auftakt abgeschlagen auf Platz 13, als letzte Läuferin des Damenvierers vergab sie die Medaillenchance mit zwei Nachladern beim finalen Schießen und erreichte das Ziel nur auf dem fünften Platz. Auch beim letzten Großereignis ihrer Karriere, den Olympischen Winterspielen von Sotschi, hatte sie kein Fortune. Nach der Nichtberücksichtigung für die Mixed-Staffel konnte sie die bittere Pleite der lediglich elftplatzierten Damenstaffel nicht mehr abwenden, nachdem sie von Startläuferin Franziska Preuß mit rund drei Minuten Rückstand praktisch aussichtslos ins Rennen geschickt worden war. In ihrem letzten Weltcup-Staffelrennen wurde sie zuvor in Antholz von dichtem Nebel gestoppt, im Dezember 2013 hatte sie in Le Grand Bornand noch ihren 24. Erfolg in der Mannschaft eingefahren.

## Ehrungen
- 2002 – Silbernes Lorbeerblatt (höchste Auszeichnung im Sport in Deutschland)
- 2005 – Thüringens Sportlerin des Jahres
- 2006 – Silbernes Lorbeerblatt
- 2006 – Sportlerin des Monats Dezember[6]
- 2007 – Winterstar in der Kategorie Beste Mannschaft (Zuschauer- bzw. Leserwahl des Bayerischen Rundfunks und der Bild-Zeitung)[7]
- 2007 – Goldener Ski des Deutschen Skiverbandes (höchste Auszeichnung des DSV)[8]
- 2007 – Thüringens Sportlerin des Jahres
- 2008 – Sportlerin des Monats Februar[9]
- 2008 – Goldener Ski des Deutschen Skiverbandes[10]
- 2008 – Thüringens Sportlerin des Jahres[11]
- 2010 – Silbernes Lorbeerblatt
- 2011 – Holmenkollen-Medaille[12]
- 2011 – Thüringens Sportlerin des Jahres[13]
- 2013 – Goldener Ski des Deutschen Skiverbandes[14]
- 2013 – Thüringens Sportlerin des Jahres[15]
- 2023 – Aufnahme in die Biathlon Hall of Fame[16]

Seit dem Weltcup im Januar 2015 gibt es einen neuen Streckenabschnitt in der Arena am Rennsteig in Oberhof. Das den damaligen Weltcup übertragende ZDF forderte die Zuschauer auf, Vorschläge für einen Namen für den Streckenabschnitt zu finden. Letztlich fiel die Wahl auf den Namen „Henkel-Schleife“ – eine Reminiszenz an die zweimalige Olympiasiegerin und achtmalige Weltmeisterin Andrea Henkel.

## Wettkampfbilanz

### Olympische Winterspiele
Ergebnisse bei Olympischen Winterspielen:
|                                                | Einzelwettbewerbe | Einzelwettbewerbe | Einzelwettbewerbe | Einzelwettbewerbe | Staffelwettbewerbe | Staffelwettbewerbe |
| Sprint                                         | Verfolgung        | Einzel            | Massenstart       | Damenstaffel      | Mixedstaffel       |                    |
| ---------------------------------------------- | ----------------- | ----------------- | ----------------- | ----------------- | ------------------ | ------------------ |
| Olympische Winterspiele 2002 \| Salt Lake City | 25.               | 13.               | 1.                |                   | 1.                 |                    |
| Olympische Winterspiele 2006 \| Turin          | –                 | –                 | 4.                | 13.               | 2.                 |                    |
| Olympische Winterspiele 2010 \| Vancouver      | 27.               | 10.               | 6.                | 9.                | 3.                 |                    |
| Olympische Winterspiele 2014 \| Sotschi        | 22.               | 29.               | –                 | 17.               | 11.                | –                  |

### Weltmeisterschaften
Ergebnisse bei Biathlon-Weltmeisterschaften
| Weltmeisterschaften | Weltmeisterschaften  | Einzel | Sprint | Verfolgung | Massenstart | Staffel | Mixed-Staffel |
| Jahr                | Ort                  | Einzel | Sprint | Verfolgung | Massenstart | Staffel | Mixed-Staffel |
| ------------------- | -------------------- | ------ | ------ | ---------- | ----------- | ------- | ------------- |
| 1999                | Kontiolahti / Oslo   | 26.    | 12.    | 18.        | 20.         | –       |               |
| 2000                | Oslo / Lahti         | 40.    | 8.     | 5.         | 16.         | 2.      |               |
| 2001                | Pokljuka             | 9.     | 11.    | 5.         | –           | 2.      |               |
| 2002                | Oslo                 |        |        |            | –           |         |               |
| 2003                | Chanty-Mansijsk      | 16.    | –      | –          | –           | –       |               |
| 2004                | Oberhof              | 26.    | –      | –          | –           | –       |               |
| 2005                | Hochfilzen           | 1.     | –      | –          | 7.          | 2.      | 17.           |
| 2007                | Antholz              | 6.     | 23.    | 10.        | 1.          | 1.      | -             |
| 2008                | Östersund            | 22.    | 1.     | 1.         | 22.         | 1.      | -             |
| 2009                | Pyeongchang          | 10.    | 6.     | DSQ        | 5.          | 2.      | 3.            |
| 2011                | Chanty-Mansijsk      | 46.    | 20.    | 4.         | 13.         | 1.      | 2.            |
| 2012                | Ruhpolding           | 20.    | 34.    | 11.        | 12.         | 1.      | 3.            |
| 2013                | Nové Město na Moravě | 2.     | 33.    | 6.         | 13.         | 5.      | 12.           |

### Weltcup

#### Einzelbewerbe
| Saison (1) | Rennen    | Schießleistungen  | Schießleistungen | Platzierungen | Platzierungen | Platzierungen | Gesamt-Weltcup (2, 3) | Gesamt-Weltcup (2, 3) | Gesamt-Weltcup (2, 3) |
| Saison (1) | Rennen    | Treffer / Schüsse | Trefferquote     | 1. – 2. – 3.  | Top Ten       | Punkte (3)    | Punkte                | Platz                 |                       |
| ---------- | --------- | ----------------- | ---------------- | ------------- | ------------- | ------------- | --------------------- | --------------------- | --------------------- |
| 1998/99    | 21 (23)   | 294 / 340         | 86,5 %           | 0 – 0 – 0     | 05            | 15            | 188                   | 14                    |                       |
| 1999/2000  | 25 (25)   | 365 / 420         | 86,9 %           | 2 – 1 – 2     | 15            | 21            | 378                   | 5                     |                       |
|            |           |                   |                  |               |               |               |                       |                       |                       |
| 2000/01    | 23 (25)   | 325 / 370         | 87,8 %           | 0 – 2 – 1     | 15            | 23            | * 639 *               | 5                     |                       |
| 2001/02    | 18 (24)   | 249 / 290         | 85,9 %           | 1 – 1 – 2     | 07            | 15            | 378                   | 13                    |                       |
| 2002/03    | 20 (23)   | 269 / 320         | 84,1 %           | 0 – 0 – 0     | 05            | 17            | 344                   | 17                    |                       |
| 2003/04    | 20 (26)   | 269 / 320         | 84,1 %           | 0 – 0 – 0     | 03            | 15            | 220                   | 29                    |                       |
| 2004/05    | 23 (27)   | 316 / 380         | 83,2 %           | 1 – 1 – 0     | 06            | 21            | 431                   | 14                    |                       |
| 2005/06    | 23 (26)   | 308 / 370         | 83,2 %           | 0 – 1 – 1     | 11            | 21            | 531                   | 7                     |                       |
| 2006/07    | 23 (27)   | 326 / 380         | 85,8 %           | 6 – 3 – 2     | 20            | 23            | 870                   | 1                     |                       |
| 2007/08    | 26 (26)   | 343 / 420         | 81,7 %           | 4 – 2 – 1     | 16            | 26            | * 795 *               | 3                     |                       |
|            |           |                   |                  |               |               |               |                       |                       |                       |
| 2008/09    | 25 (26)   | 333 / 400         | 83,3 %           | 2 – 0 – 2     | 16            | 24            | * 847 *               | 5                     |                       |
| 2009/10    | 25 (25)   | 346 / 400         | 86,5 %           | 2 – 1 – 1     | 15            | 24            | 798                   | 4                     |                       |
| 2010/11    | 26 (26)   | 354 / 420         | 84,3 %           | 2 – 5 – 2     | 16            | 25            | 972                   | 2                     |                       |
| 2011/12    | 25 (26)   | 363 / 410         | 88,5 %           | 1 – 0 – 1     | 14            | 25            | * 813 *               | 8                     |                       |
| 2012/13    | 26 (26)   | 361 / 420         | 86,0 %           | 0 – 2 – 2     | 16            | 25            | * 864 *               | 3                     |                       |
| 2013/14    | 25 (26)   | 347 / 400         | 86,8 %           | 1 – 1 – 0     | 06            | 21            | * 545 *               | 10                    |                       |
| Gesamt     | 373 (406) | 5169 / 6060       | 85,3 %           | 22 – 20 – 17  | 186           | 341           |                       |                       |                       |

→ Ergänzende Informationen: Punkteverteilung / Streichergebnisse im Biathlon-Weltcup

#### Staffelbewerbe
| Saison    | Rennen  | Schießleistungen  | Schießleistungen | Platzierungen | Platzierungen |
| Saison    | Rennen  | Treffer / Schüsse | Trefferquote     | 1. – 2. – 3.  | Top Ten       |
| --------- | ------- | ----------------- | ---------------- | ------------- | ------------- |
| 1998/99   | 3 (6)   | 30 / 38           | 78,9 %           | 1 – 1 – 0     | 3             |
| 1999/2000 | 6 (7)   | 59 / 75           | 78,7 %           | 3 – 2 – 0     | 6             |
| 2000/01   | 4 (5)   | 40 / 44           | 90,9 %           | 1 – 3 – 0     | 4             |
| 2001/02   | 2 (5)   | 20 / 20           | 100,0 %0         | 2 – 0 – 0     | 2             |
| 2002/03   | 3 (8)   | 30 / 34           | 88,2 %           | 1 – 2 – 0     | 3             |
| 2003/04   | 0 (4)   | –                 | –                | –             | –             |
| 2004/05   | 3 (5)   | 28 / 37           | 75,7 %           | 1 – 1 – 0     | 2             |
| 2005/06   | 5 (6)   | 44 / 62           | 71,0 %           | 0 – 3 – 0     | 5             |
| 2006/07   | 4 (5)   | 40 / 52           | 76,9 %           | 1 – 2 – 0     | 4             |
| 2007/08   | 4 (7)   | 40 / 45           | 88,9 %           | 4 – 0 – 0     | 4             |
| 2008/09   | 6 (7)   | 60 / 68           | 88,2 %           | 3 – 1 – 2     | 6             |
| 2009/10   | 5 (7)   | 50 / 62           | 80,6 %           | 1 – 1 – 1     | 5             |
| 2010/11   | 5 (7)   | 48 / 66           | 72,7 %           | 2 – 1 – 1     | 5             |
| 2011/12   | 5 (6)   | 50 / 66           | 75,8 %           | 1 – 0 – 1     | 5             |
| 2012/13   | 7 (8)   | 70 / 84           | 83,3 %           | 2 – 0 – 0     | 5             |
| 2013/14   | 4 (6)   | 40 / 46           | 87,0 %           | 1 – 1 – 0     | 3             |
| Gesamt    | 66 (98) | 649 / 799         | 81,2 %           | 24 – 18 – 5   | 63            |

### Weltcupsiege
| Nr. | Datum         | Ort                  | Disziplin   |
| --- | ------------- | -------------------- | ----------- |
| 1.  | 19. Dez. 1999 | Osrblie              | Massenstart |
| 2.  | 22. Jan. 2000 | Antholz              | Verfolgung  |
| 3.  | 11. Feb. 2002 | Salt Lake City (OWS) | Einzel      |
| 4.  | 8. März 2005  | Hochfilzen (WM)      | Einzel      |
| 5.  | 8. Dez. 2006  | Hochfilzen           | Sprint      |
| 6.  | 9. Dez. 2006  | Hochfilzen           | Verfolgung  |
| 7.  | 13. Dez. 2006 | Hochfilzen           | Einzel      |
| 8.  | 10. Feb. 2007 | Antholz (WM)         | Massenstart |
| 9.  | 28. Feb. 2007 | Lahti                | Einzel      |
| 10. | 8. März 2007  | Oslo                 | Sprint      |
| 11. | 19. Jan. 2008 | Antholz              | Verfolgung  |
| 12. | 20. Jan. 2008 | Antholz              | Massenstart |
| 13. | 9. Feb. 2008  | Östersund (WM)       | Sprint      |
| 14. | 10. Feb. 2008 | Östersund (WM)       | Verfolgung  |
| 15. | 9. Jan. 2009  | Oberhof              | Sprint      |
| 16. | 21. März 2009 | Trondheim            | Verfolgung  |
| 17. | 10. Jan. 2010 | Oberhof              | Massenstart |
| 18. | 24. Jan. 2010 | Antholz              | Verfolgung  |
| 19. | 11. Feb. 2011 | Fort Kent            | Sprint      |
| 20. | 12. Feb. 2011 | Fort Kent            | Verfolgung  |
| 21. | 5. Feb. 2012  | Oslo                 | Massenstart |
| 22. | 18. Jan. 2014 | Antholz              | Verfolgung  |

| Nr. | Datum         | Ort                     | Disziplin  |
| --- | ------------- | ----------------------- | ---------- |
| 1.  | 10. Jan. 1999 | Oberhof                 | Staffel 1  |
| 2.  | 14. Jan. 2000 | Ruhpolding              | Staffel 2  |
| 3.  | 23. Jan. 2000 | Antholz                 | Staffel 3  |
| 4.  | 10. März 2000 | Lahti                   | Staffel 2  |
| 5.  | 10. Dez. 2000 | Antholz                 | Staffel 4  |
| 6.  | 14. Dez. 2001 | Pokljuka                | Staffel 5  |
| 7.  | 18. Feb. 2002 | Salt Lake City (OWS)    | Staffel 4  |
| 8.  | 10. Jan. 2003 | Oberhof                 | Staffel 4  |
| 9.  | 6. Jan. 2005  | Oberhof                 | Staffel 4  |
| 10. | 11. Feb. 2007 | Antholz (WM)            | Staffel 6  |
| 11. | 9. Dez. 2007  | Hochfilzen              | Staffel 7  |
| 12. | 16. Dez. 2007 | Pokljuka                | Staffel 8  |
| 13. | 3. Jan. 2008  | Oberhof                 | Staffel 9  |
| 14. | 17. Feb. 2008 | Östersund (WM)          | Staffel 6  |
| 15. | 21. Dez. 2008 | Hochfilzen              | Staffel 10 |
| 16. | 14. Jan. 2009 | Ruhpolding              | Staffel 11 |
| 17. | 14. März 2009 | Vancouver               | Staffel 6  |
| 18. | 6. Dez. 2009  | Östersund               | Staffel 7  |
| 19. | 11. Dez. 2010 | Hochfilzen              | Staffel 12 |
| 20. | 13. März 2011 | Chanty-Mansijsk (WM)    | Staffel 13 |
| 21. | 10. März 2012 | Ruhpolding (WM)         | Staffel 13 |
| 22. | 20. Jan. 2013 | Antholz                 | Staffel 14 |
| 23. | 10. März 2013 | Sotschi                 | Staffel 15 |
| 24. | 12. Dez. 2013 | Annecy-Le Grand-Bornand | Staffel 16 |